# バドル作戦
バドル作戦（バドルさくせん、或いは第7次ヴァル・ファジュル作戦）は、イラン・イラク戦争中、イラン軍によるイラク・マイサーン県に対する攻勢作戦である。本作戦で初めてイラン軍はチグリス川を渡河することに成功した。

## 概要
イラン軍は第1次ヴァル・ファジュル作戦以来、間歇的に攻勢を行っていたが、ヘイバル作戦以降大規模な作戦は控えていた。1985年年初から南部戦線に100,000人の兵力を集結、日本のヤンマー製船外機を大量に購入し、攻勢準備を整えていた。
一方のイラク軍も、イラン軍の間隙をぬって中隊規模の浸透戦を展開、最盛期には1ヶ月で10回試みられた。1月28日にマジヌーン島めぐる小規模な攻防戦を実施。1月31日イラク国営放送は、中部戦線にて攻勢作戦を展開したことを伝えた。更に2月13日にはレラレー高地を攻撃した。イラク軍の積極的な攻勢にはソ連やクウェート、アラブ首長国連邦等の湾岸諸国から、更に西側諸国からも武器援助が届くようになっていた。
しかし、イランには戦意に燃える豊富な人的資源が残っていた。

## 攻撃
1985年3月12日早朝、イラン軍主力はイラク・マイサーン県のアル・クルナを目指して国境地帯にて作戦発起した。陽動作戦としてファーテマ・アル＝ザーラ作戦も並行して実施された。3月15日までにハウイザ湿原にてイラク軍第429旅団を壊滅させ、アマーラに所在した地区司令部を制圧し、戦車・装甲車100輌撃破、捕虜700人、1,300人以上を死傷させた。イラン軍はそのまま湿地帯を突破し砂漠地帯まで進撃した。
事態を深刻視したイラク軍はバグダード守備に就いていた戦略予備の第72戦車旅団を急遽派遣し、フセイン大統領自ら第1線を視察し現地部隊を督戦した。3月15日には航空攻撃415ソーティを実施、開戦以来の集中運用となった。これによりイラン軍に約30,000人を死傷させた。
3月16日、ハウイザ湿原の攻防戦は国境から30〜50kmイラク側に入ったチグリス川東岸で激化した。この日、イラン軍は2箇所からチグリス川を渡河し、バスラ街道に到達した。

## イラク軍反撃
3月16日正午、イラク軍の反撃が始まり大統領警護師団を先頭にチグリス川を渡河中のイラン軍と激突した。航空機延べ1,000ソーティに及ぶ航空作戦も展開され、イラン工兵が架設した橋2本を爆撃破壊した。
3月17日、イラン軍戦況発表で、チグリス西岸から東岸向かう幹線道路や拠点を占領し、捕虜11,000人、死傷者7,500人、戦車等18両撃破したと報じた。
3月18日、イラク軍司令部はイラン軍に対し699ソーティに及ぶ航空攻撃を実施し、機甲師団でもって車両20台、舟艇12隻、浮橋3本破壊。15,000人を戦死させ数千の捕虜を得たと報じた。
3月20日、ニューヨーク・タイムズ紙はイラク軍の猛反撃の結果、イラン軍は壊滅的打撃を受けたと報じた。

## その後
イラン軍は攻勢作戦時で最大14〜21個師団を動員できたが、本作戦では沼沢地での戦闘が予定され、且つ兵站能力の限界から大規模に動員できなかった。また、航空戦力がイラク空軍に対し劣勢であったことも起因していた。
以後のイラン軍は国軍による限定的攻勢を散発的に行う程度で、革命防衛隊とバスィージを統制下におき極力消耗を避けて長期持久体態勢に戦略を変更した。但しこの処置は表面的なもので国軍の主導権が高まったわけではなかった。
イラク軍は、装備の優位を保持したまま新規部隊配備と改編を推進し、防御態勢を整えた。自ら攻勢に打って出る意思はなく、タンカーや都市攻撃を一層激化することによりイランを疲弊させ早期戦争終結に持ち込もうとした。